# Кутлубаево (деревня)
Кутлубаево (баш. Ҡотлобай) — заброшенная деревня в Сафакулевском районе Курганской области, до 1943 года относилась к Челябинской области. Основана переселенцами на территории Оренбургской губернии в 1780 году. В 1970 году была покинута из-за малоразвитой инфраструктуры и нехватки рабочих мест.

## Топонимика
Название деревни, по воспоминаниям бывших жителей происходит от имени уважаемого переселенца Кутлубая, от башкирских «котло» — «удачливый, богатый» и «бай» — «хозяин».

## География
Деревня находилась на расстоянии около трёх километров от Сулейманово и недалеко от границы с Челябинской областью.

## История

### Оренбургская губерния
В 1780 году, в Оренбургской губернии, переселенцами из рода табын с территории современной Башкирии, на берегу озера был вбит кол. Озеро получило название Сөй (баш. гвоздь, кол), а вокруг него выросло Кутлубаево. В Кутлубаево, в отличии от других деревень не было зажиточных крестьян. Дома в основном были из глины и соломы. Избы из брёвен встречались редко и они были небольшими.

### Первая Мировая война
Тяжёлыми временами для деревни стали 1914—1918 годы. Мужчины уходили на фронт, бросая семьи и жён. Известно только о трёх выживших в ходе Первой мировой войны кутлубаевцах. в 1926 году население составляло 203 человека — на 142 человека меньше чем в 1900 году. Смертность повысилась из-за болезней и голода. Особенно сильный голод настиг жителей деревни в 1930-х годах. Люди старались держать скот и огороды, помогали с этим соседям. От безысходности люди ели крапиву и яйца диких птиц. Техники в деревне почти не было. Когда в Кутлубаево начали отправлять трактора (1932—1933 годы) люди относились к ним по-разному: кто-то мечтал работать на нём, а кто-то считал «порождением дьявола».

### Вторая Мировая война
В 1939—1940 годы Кутлубаевцы собрали хороший урожай, но снова началась война. 13 кутлубаевцев погибли на фронте. 26 кутлубаевских труженников тыла внесли вклад в победу. В 1942 году открыта начальная школа. В ней было 4 класса, а кто переходил в пятый, отправлялся в другие деревни — Бакаево, Соколово, Сулейманово. Обучение в бакаевской и кутлубаевской школах было на башкирском языке. В 1957 году, после вхождения деревни в совхоз «Сибиряк», жители деревни начинают получать зарплату деньгами, а не продуктами. Строятся дома из брёвен, появляется техника, машины, швейные машинки, сепараторы.

### Праздники
Кутлубаевцы были мусульманами, поэтому религиозные праздники (Курбан-байрам, Ураза-байрам) отмечались наравне с государственными
(Новый год, 1 мая) . Также в деревне отмечался башкирский праздник Сабантуй (баш. Һабантуй).

### Сселение деревни
Дальнейшему развитию Кутлубаево помешало отсутствие электричества, больниц (фельдшер приезжал раз в неделю), старшей школы. В Кутлубаево почти не было рабочих мест, и жители ездили работать в Сулейманово. К 1970 году в деревне остались лишь три семьи, но и они покинули её. В 1972 году Курганский облисполком принял решение «О сселении населённого пункта Кутлубаево».

## Население
По воспоминаниям бывшего местного жителя Г. Г. Арсланова : Деревня была чисто башкирская. Русских почти не было.
| Год     | 1866 | 1900 | 1916 | 1949 | 1959 | 1964 | 1967 |
| жителей | 415  | 345  | 362  | 160  | 211  | 221  | 175  |
| дворов  | 76   | 57   | 80   | 44   | 46   | 54   | 41   |
| ------- | ---- | ---- | ---- | ---- | ---- | ---- | ---- |

## Наше время
Ежегодно на границе Сафакулевского района собираются бывшие жители деревни. На её территории до сих пор фунционирует кладбище. Неподалёку от него установлен памятник с надписью «Ҡотлобай аулы» (рус. деревня Кутлубаево).